# チェリー・ボンブ
「チェリー・ボンブ (Cherry Bomb)」は、1976年にメンバー全員が女性のバンドであったザ・ランナウェイズが、デビュー・アルバムとなった『悩殺爆弾〜禁断のロックン・ロール・クイーン』（原題は、セルフタイトルの『The Runaways』）から切り出した、パンクの影響を受けたハードロックのシングル曲である。日本では、当初は「悩殺爆弾」という曲名でシングルがリリースされた。後年には「チェリー・ボム」として言及されるようになった。
「チェリー・ボンブ」は、VH1が選んだ「最も偉大なハードロック曲100 (100 Greatest Hard Rock Songs)」において52位にランクされた。アメリカ合衆国では、『ビルボード』誌の「Bubbling Under Hot 100」（もう少しで100位以内に入りそうな楽曲のチャート）で106位となった。
歌手でギタリストでもあるジョーン・ジェットが、当時このバンドのマネージャーだったキム・フォーリーと共作したものである。2005年のドキュメンタリー『Edgeplay: A Film About the Runaways』で、フォーリーと、リード・シンガーだったチェリー・カーリーが証言したところによると、「チェリー・ボンブ」は、カーリーがバンドのメンバーとしてオーディションを受けた際に、彼女が歌いたいと選んでいた曲をメンバーたちが演奏できず、彼女をオーディションするだけのために短時間で書かれた曲だったという。
ジェットは、自身のバンドであるザ・ブラックハーツとともに、1984年のアルバム『誘惑のブラックハート (Glorious Results of a Misspent Youth)』で、この曲を再録音した。チェリー・カーリーも、双子の姉妹であるマリー・カーリーとともにこの曲を再録音し、1997年に再リリースされたバージョンのアルバム『Messin' with the Boys』に収録した。

## チャート
| チャート（1976年）                                     | 最高位 |
| ------------------------------------------------------ | ------ |
| アメリカ合衆国 『ビルボード』誌 Bubbling Under Hot 100 | 106    |

## 大衆文化の中で
ザ・ランナウェイズのバージョンの「チェリー・ボンブ」は、テレビ映画『Dawn: Portrait of a Teenage Runaway』（1976年）や、『Dazed and Confused』（1993年）で使用され、後者のサウンドトラック・アルバムにも収録された。
「チェリー・ボンブ」は、ジェットとカーリーによって再録音され、2010年のビデオ・ゲーム『Guitar Hero: Warriors of Rock』に、プレイ可能な楽曲のひとつとして収録された。
ジョーン・ジェット&ザ・ブラックハーツによる1984年のカバー・バージョンは、2012年のゲーム『ロリポップチェーンソー』で、メイン・メニューのテーマ曲となった。
2006年の映画『RV』には、ジョジョ・レヴェスクが「チェリー・ボンブ」のリフレインを歌う場面がある。ジョジョ名義で歌手として活動しているレヴェスクは、ユーモラスな効果を出すために、この曲を下手に歌うよう練習をしなければならなかった。
「チェリー・ボンブ」は、伝記映画『ランナウェイズ』（2010年）でそれぞれカーリーとジェットを演じたダコタ・ファニングとクリステン・スチュワートによってもカバーされた。
ジョーン・ジェットは、L7をバックに演奏したライブ・バージョンを、チャリティ・アルバム『Spirit of '73: Rock for Choice』に収録した。
カーリーは、2013年に放映された『ウェアハウス13 〜秘密の倉庫 事件ファイル〜』のシーズン4のエピソード「脱獄 (Runaway)」で、出演者のアリソン・スカグリオッティと一緒に「チェリー・ボンブ」を演奏した。
マーベル・スタジオの2014年の映画『ガーディアンズ・オブ・ギャラクシー』では、最後にクライマックスの戦いの場面が始まるところで、この曲が流れる。この曲は、この映画のサウンドトラック・アルバムにも収録された。
ブラックアーツのバージョンは、Netflixのシリーズ『Chilling Adventures of Sabrina』の第2シーズンのスポット広告に使用された。
この曲はまた、『ザ・シンプソンズ』のシーズン30、エピソード18でも使用された。